# Королёва (Свердловская область)
Королёва — деревня в Верхотурском городском округе Свердловской области, Россия.

## Географическое положение
Деревня расположена в 76 километрах (по автотрассе в 90 километрах) к востоку-юго-востоку от города Верхотурье, на левом берегу реки Отрадновка (правый приток реки Тура), вблиз устья.

## Население
| 1873 | 2002 | 2010 |
| ---- | ---- | ---- |
| 36   | ↘2   | →2   |